# Sprawa Gorgonowej
Sprawa Gorgonowej – polski dramat sądowy z 1977 roku w reżyserii Janusza Majewskiego, inspirowany okolicznościami procesu Rity Gorgonowej.

## Fabuła
Film Sprawa Gorgonowej przedstawia historię głośnego procesu sądowego z lat 30. XX wieku, który wstrząsnął przedwojenną Polską. Rita Gorgonowa, zatrudniona jako guwernantka w domu architekta Henryka Zaremby, zostaje oskarżona o brutalne morderstwo jego córki, 17-letniej Elżbiety. Zbrodnia miała miejsce nocą z 30 na 31 grudnia 1931 roku w willi we Lwowie. Rita, będąca kochanką Zaremby i matką jego nieślubnego dziecka, staje się główną podejrzaną, gdy śledczy odkrywają skomplikowane relacje rodzinne i narastające konflikty między nią a pasierbicą.
Film szczegółowo odtwarza przebieg procesu, który odbywał się w atmosferze medialnej nagonki i społecznego potępienia. Film pokazuje kolejne etapy śledztwa, aresztowanie Gorgonowej, dramatyczne przesłuchania oraz przebieg rozpraw sądowych, najpierw we Lwowie, a potem w Krakowie. Na sali sądowej ścierają się dwie przeciwstawne narracje – oskarżenia reprezentowanego przez prokuratora Praszałowicza oraz obrony w osobie mecenasa Axera, który podważa materiał dowodowy i wskazuje na liczne błędy śledztwa. Film kończy scena ogłoszenia wyroku skazującego Ritę Gorgonową na osiem lat więzienia, co pozostawia otwartym pytanie o faktyczny przebieg zbrodni i prawdziwą tożsamość mordercy.

## Obsada
Źródło: FilmPolski.pl

- Ewa Dałkowska – Rita Gorgonowa
- Aleksander Bardini – mecenas Maurycy Axer, obrońca Gorgonowej
- Mariusz Dmochowski – prokurator Krynicki
- Andrzej Łapicki – Kulczycki, sędzia śledczy
- Roman Wilhelmi – inżynier Henryk Zaremba
- Jerzy Moes – dziennikarz
- Zdzisław Szymborski – posterunkowy Schweitzer
- Marek Kondrat – Czaykowski, pasierb Csali
- Tomasz Zaliwski – policjant
- Edmund Fetting – biegły sądowy, kryminolog
- Włodzimierz Boruński – aresztant Birnbaum, współlokator Zaremby w celi aresztu śledczego
- Andrzej Wasilewicz – policjant pilnują Gondolową w areszcie w Krakowie.
- Hanna Stankówna – dziennikarka
- Wojciech Pszoniak – biegły sądowy
- Andrzej Grzybowski – sędzia K. Solecki
- Andrzej Szalawski – Antonowicz, przewodniczący składu sędziowskiego we Lwowie
- Stanisław Niwiński – dziennikarz podający się za przedstawiciela Komitetu Obywatelskiego dla Niesienia Pomocy Byłym Więźniom Politycznym

## Odbiór
Joanna Wojnicka, oceniając retrospektywnie film Majewskiego, zawuażyła, że sensacyjny charakter śledztwa mógł w momencie produkcji sugerować, że „powstanie film sytuujący się gdzieś pomiędzy rodzinnym dramatem a zabawą w staroświecki kryminał”. Wojnicka stwierdziła też, że „scenarzyści (Majewski i Bolesław Michałek) wydobyli aurę sensacji, korzystając ze sławy starego, zapomnianego już skandalu. Nie powstał więc trzymający w napięciu sądowy thriller, ale kolejne dzieło stylowe, pozbawione (choć nie do końca, to zasługa bardzo dobrych aktorów) siły realizmu, ale zachwycające konwencjonalną elegancją”. Dorota Skotarczak zaliczyła Sprawę Gorgonowej do przykładów mody retro w kinie polskim lat 70.

## Nagrody
| Rok  | Festiwal                             | Nagroda            | Nominowani       | Wynik   |
| ---- | ------------------------------------ | ------------------ | ---------------- | ------- |
| 1977 | Festiwal Polskich Filmów Fabularnych | Nagroda za zdjęcia | Zygmunt Samosiuk | Wygrana |